# Nicolaus von Gersdorf
Nicolaus von Gersdorf, seit 1672 Reichsfreiherr Nicolaus von Gersdorf (* 9. Juni 1629 in Doberschütz; † 23. August 1702 in Dresden) war ein deutscher Jurist und Diplomat.

## Herkunft
Nicolaus von Gersdorf war der Sohn seines gleichnamigen Vaters Nicolaus von Gersdorf († 1631) auf Malschwitz, kaiserlicher Rat und Erbherr auf Döberschitz und dessen Ehefrau Anna Maria von Loeben aus dem Hause Kreckwitz.

## Leben
1643 sollte er auf Wunsch der Mutter für seine Ausbildung an den königlichen Hof in Dänemark gehen, wurde jedoch auf dem Weg dorthin auf Verlangen des Kurprinzen Johann Georg II. dessen Kammerpage am kurfürstlichen Hof in Dresden.
Er betrieb von 1647 bis 1651 humanistische Studien und studierte Jus publicum und privatum (öffentliches und privates Recht) an der Universität Wittenberg. Anschließend unternahm er Reisen durch Frankreich, England, Holland und Italien.
1655 wurde er zum kurfürstlich-sächsischen Appellationsrat und im darauffolgenden Jahr zum Hofrat ernannt. 1657 ging er als kursächsischer Gesandter, anlässlich des Todes Kaiser Ferdinands III., nach Wien und wurde 1658, zur Kaiserwahl Leopolds I. vom kurfürstlichen Kollegium (oberste Behörde) nach Frankfurt am Main gesandt. Er besuchte auch im gleichen Jahr den König von Schweden, Karl X. 1660 erhielt er seine Ernennung zum Wirklichen Geheimen Rat.
Am 9. Dezember 1662 akkreditierte er als sächsischer Prinzipalgesandter auf dem Reichstag in Regensburg und blieb dort, auf Verlangen von Kaiser Leopold I., bis 1664. Er war in diesem Jahr auch Direktor des kursächsischen Kreistags und wurde von diesem zum Kaiser nach Wien gesandt. 1665 und 1666 war er an der Beilegung der Münsterschen und Niederländischen Unruhen beteiligt, die später zum Vertrag von Kleve führten. 1667 entsandte ihn das kurfürstliche Kollegium nach Frankreich, wo er 1668 in Saint-Germain-en-Laye dem König Ludwig XIV. Vorschläge im Namen des Kölnischen Konvents überbrachte und die Vermittlung in der militärischen Auseinandersetzung zwischen Spanien und Frankreich anbot. Nach dessen Annahme konnte er, mit Beteiligung der englischen und holländischen Gesandten, die Angelegenheit so beilegen, dass die formulierten Vorschläge im Frieden von Aachen ohne Änderungen akzeptiert wurden.
1672 hatte er wieder das Direktorium auf dem Obersächsischen Kreistag, im gleichen Jahr ernannte ihn der Kaiser zum Reichsfreiherrn mit dem Prädikat Pannerherr.
1679 war er in Lund in Schonen als Friedensvermittler während des Schonischen Krieges zwischen Dänemark und Schweden (1675–1679).
1680 wurde er durch Kurfürst Johann Georg III. zum Oberkammerherr und 1686 zum Geheimratsdirektor ernannt, seit diesem Jahr unterhielt er auch einen freundschaftlichen Kontakt zum lutherischen Theologen Philipp Jacob Spener, einem der bekanntesten Vertreter des Pietismus. Er stand auch in Korrespondenz mit August Hermann Francke, dem pietistischen Theologen Paul Anton sowie mit Carl Hildebrand von Canstein, dem Gründer der gleichnamigen Bibelanstalt.
Der Kurfürst von Sachsen entsandte ihn im Januar 1690 als Prinzipalgesandten nach Augsburg zur Krönung von Joseph I. 1691 wurde er durch Johann Georg IV. zum bevollmächtigten Landvogt der Oberlausitz in Bautzen bestellt.
1691 ließ er das Mannlehngut Berthelsdorf in ein Erb-, Spill- und Kunkellehen umwandeln, sodass es auch an weibliche Nachkommen vererbt werden konnte. 1693 erwarb er das Niedere Berthelsdorfer Gut (auch Klixisches Gut genannt) von Magnus von Klix. Am 23. Mai 1694 unterzeichnete er ein Traktat mit dem Kaiser das Armeekommando betreffend, wodurch dem Kurfürsten erlaubt wurde, seine, dem Kaiser versprochenen Hilfstruppen, erst zu stellen, wenn der Feldmarschall Hans Adam von Schöning frei gelassen worden sei.
Als Nicolaus von Gersdorf starb, war er Pannerherr auf Baruth, Berthelsdorf, Breitingen, Bretnig, Buchwalde, Hauswalde, Hennersdorf, Heuscheune, Kemnitz, Kreckwitz, und Rackel.

## Familie
Nicolaus von Gersdorf heiratete 1659 in erster Ehe mit Hedwig Elisabeth Vitzthum von Eckstädt (1640–1664). Das Paar hatte mehrere Kinder:
- Maria Sophie († 1700) ⚭ Haubold von Einsiedel auf Hopffgarten († 17. Juni 1699), Geheimrat und Ober-Steuerpräsident
- Johann Georg (* 16. Mai 1662; † unbekannt) war königlich-polnischer und kurfürstlich-sächsischer Kammerherr, bekam bei der Erbteilung Kemnitz, Bretnig und Hauswalde, er war mit Erdmuthe Sophie von Metzrad († 5. Oktober 1715) verheiratet.

Nach dem Tod seiner ersten Frau heiratete er 1666  Eva Katharina von Günderrode († 1670). Das Paar hatte mehrere Kinder:
- Christina Sophie († 24. Mai 1723) ⚭ 1694 Jobst Melchior von Wangenheim (* 6. Dezember 1653; † 6. März 1725), sachsen-gothaischer Generalleutnant[8][9]
- Hedwig Katharina ⚭ Adam Adolph von Uetterodt (1664–1730)

1672 heiratete er in dritter Ehe Henrietta Catharina (* 6. Oktober 1648 in Sulzbach; † 5. März 1726 in Großhennersdorf bei Zittau), Tochter des kursächsischen Geheimen Rats und des Präsidenten des Oberkonsistoriums Carl von Friesen (1619–1686). Seine Ehefrau ließ erstmals die Heilige Schrift in wendischer Sprache drucken, nachdem ihr Ehemann 1670 den ersten Druck eines Abc-Buchs veranlasst hatte, mit dem die wendische Sprache als Schriftsprache erfasst wurde. Weil Nicolaus von Gersdorf sich größtenteils in Dresden aufhielt, übernahm seine dritte Ehefrau die Verwaltung des Gutes Berthelsdorf und der benachbarten Güter; sie zog sich nach dem Tod ihres Mannes auf ihre Güter in Großhennersdorf zurück.
Aus der dritten Ehe überlebten ihn sechs Kinder:
- Johanne Eleonore (1681–1702) ⚭ Gottlob Ehrenreich von Gersdorf (1666–1720) auf Weichau in Schlesien
- Gottlob Friedrich (* 19. April 1680; † 1752), Hof- und Justizrat und war auch Assessor des Kammergerichts, sowie polnischer und sachsen-merseburgscher Wirklicher Geheimer Rat; Herr auf Baruth, Buchwalde und Rackel, später auch von Oberberthelsdorf. 1745 wurde er in den Reichsgrafenstand erhoben;
- Nicolaus  (* 1689 in Dresden; † unbekannt), polnischer und kursächsischer Hof- und Justizrat; Besitzer von Berthelsdorf, Großhennersdorf und Heuscheune;
- Charlotte Justine  (* 17. November 1675; † 31. August 1763), beherrschte die griechische, lateinische und einige europäische Sprachen;

⚭ Reichsgraf Georg Ludwig von Zinzendorf und Pottendorf (1662–1700), polnischer und kursächsischer Geheimer Rat und Kammerherr
⚭ Dubislaw Gneomar von Natzmer (1654–1739), königlich-preußischen Generalleutnant
- Rahel (* 6. September 1683; † 6. Dezember 1751) ⚭ Georg Christoph von Burgsdorf (1673–1741)[14][15]
- Henriette Sophie; sie war von 1717 bis 1741 Besitzerin von Großhennersdorf, um das sie sich große Verdienste erwarb, indem sie 1721 eine bedeutende Stiftung für Arme legierte und zur Förderung der Erziehung der Jugend das Waisenhaus Catharinenhof erbaute, den 1838 der Staat übernahm und daraus ein Landeswaisenhaus errichtete. Sie war für die Herrnhutischen Gemeinden tätig und nahm die aus Böhmen vertriebenen mährischen Brüder bei sich in Großhennersdorf auf, weiterhin trug sie das meiste zur Erziehung ihres Neffen, des Grafen Nikolaus Ludwig von Zinzendorf, späterer Bischof der Herrnhuter Brüdergemeine (Brüder-Unität), bei. Sie starb unverheiratet.

Aus allen drei Ehen waren zwölf Töchter und sieben Söhne hervorgegangen.

## Ehrungen und Auszeichnungen
- 1672 wurde Nicolaus von Gersdorf durch den Kaiser Leopold I. in den Reichsfreiherrenstand mit dem Prädikat Pannerherr erhoben.

## Mitgliedschaften
- Er war seit 1656 Mitglied der Fruchtbringenden Gesellschaft.[16]

## Schriften (Auswahl)
- Johannes Bohemus; Nicolaus von Gersdorf: Pia Vota Viro Per-Illustri, Generoso maximè Et Excellentissimo, Dn. Nicolaô â Gersdorff In Baruth, Brötenig & Hausvvaldâ Toparchae & c. Sereniss. Elect. Saxon. Consiliario Intimo, & Comiti cubiculario. Dresdae Typis Bergenianis 1667.
- Georg Ludwig; Nicolaus von Gersdorf; Henriette Catharina von Gersdorf; Christoph Baumann: Nuptias cum Deo auspicatissimas Illustrissimi, Generosissimi Excellentissimique Domini, Dn. Nicolai a Gersdorf Consiliis intimis Cameraeque Electoralis Comiti Tertium Sponso cum Henrietta a Friesen Dn. Caroli L. B. a Friesen Filia XVI. Cal. Martii consecratas. Bautzen 1672.
- Conradus Samuel Schurzfleisch; Henriette Catharina von Gersdorf; Nicolaus von Gersdorf: Cum Illustrissimam Virginem Henriettam Catharinam, Lib. Bar a Friesen, Dominam in Röthaw, Cotta & Gaschwitz Sponsam. Domum duceret IV. Febr. A. MDC LXXII. Dominus Dn. Nicolaus a Gersdorff. Halle, Saale Universitäts- und Landesbibliothek Sachsen-Anhalt 1672.
- Petrus Müller; Henriette Catharina von Gersdorf; Nicolaus von Gersdorf; Jacobus Thomasius; Johann Christophorus Hundeshagen: Petri Mülleri De Osculo Sancto Commentatio. Ienae Typis Bauhoferianis 1675.
- Christian Weise; Nicolaus von Gersdorf: Gloriosum Nomen Illustrissimi Domini Dn. Nicolai S. R. I. Banneri Et. Lib. Bar. A Gerßdorff, Domini In Baruth, Bretnig, Rakel, Haußwalda, Hennersdorff, Et Buchwalda, Potentiss. Elect. Sax. Consiliarii Intimi Et Comitis & c. & c. Domini Gratiosissimi, Ipsis Nominalibus D. VI. Dec. MDCLXXX. Nominare Audet. Zittaviae: Hartmannus, 1680.
- Friedrich Jacob Leickher; Nicolaus von Gersdorf: Vitae Clarissimorum JCtorum N. Boerii. G. Budaei. A. Augustini. A. Goveani. F. Hottomanni. J. Cujacii. B. Brissonii. J. Bertrandi. P. Pithoei. G. Panciroli. Bibliopol. Dresden: Guntherus, 1686.
- Casparus Ziegler; Nicolaus von Gersdorf; Johann Burckhard: Casparis Ziegleri Superintendens Ad Normam Constitutionum Ecclesiasticarum in Electoratu Saxoniæ Descriptus. Wittenbergae Borckardus Sumptibus Autoris 1687.
- Triumphalis Porta, Seu Anagrammatibus XIV. illustratum Epigramma sive Inscriptio, Qua Domini Johannis Georgii, III. Saxoniae Ducis & Electoris Ad Ducum Octovirorum Conventum Augustae Vindelicorum habitum Legatus Primarius Quam felcissime Redux Victor rerum arduarum Dn. Nicolaus S.R. Imp. Bannerherus & Baro a Gersdorf, In Baruth Dynasta Ab Eo Cuius Studium est Fixum Revereri Gersdorfianam Domum Exceptus humiliter. Dresdae Stannum Bergenianum 1690.
- Johann Christoph von Gersdorff; Nicolaus von Gersdorf; Wolfgang Abraham von Gersdorff: Strena Gersdorfiana, Qvam Inclyta Lusatia Sub Initium Anni MDCXCVII. Debet: Tum Dn. Nicolao â Gerßdorff Electoris Saxoniae Senat. Sanctioris Directori Tum Noviter Constituto Ducatus Gorlicensis Capitaneo; Dn. Wolf-Abrahamo â Gerßdorff, Electoris Saxoniae Consiliario In Solenni Procerum Congressu Exponitur. Zittaviae: Hartmannus, 1697.
- Samuel Grosser; Nicolaus von Gersdorf; Michael und Jacob Zipper: Serenissimi ac Potentissimi Saxoniæ Electoris Illustrissimum Pro-Marchionem Lusatiæ Superioris Dominum, Dn. Nicolaum Sacri Rom. Imp. Banderesium, & L. B. de Gersdorf, Dynastam in Baruth/ Hennersdorff/ Breting/ Cemnitz/ Bertelsdorff/ Buchwalda/ Rackel/ Haußwalda/ Kreckwitz. Sanctioris Consilii Directorem, Gorlicium, ipsis auspiciis Anni M DC XCVII. ingrederetur: communem omnium, & præcipuè langventium Musarum lætitiam expressurus, suô, totiusque Gymnasii nomine. Gorlicii: Typis Michaelis Et Jacobi Zipperi 1697.
- Martinus Westher; Henrietha Catharina von Friesen; Nicolaus a Gersdorf: Acclamatio Votiva, Solemnitate festorum Onomasticorum prosperiori omine refulgentium exorta Dn. Nicolao S. Romami Imperii Banderisio & Libero Baroni a Gerßdorff Ut & Dnae. Henriethae Catharinae natae Frisiae oblata a decotißimo celeberrimi Nominis eorum Cultore Martino Westhero, Bathovia Hung. Zittau Zittaviae Hartmannus 1697.
- Friedrich Krausold; Nicolaus von Gersdorf; Otto Heinrich von Friesen: Friderici Krausoldi Discursus Juridico-Politicus Ex Principiis Juris Divini, Naturalis De Miraculis, Et Egregiis Usibus S. Raspini Von Denen Wunderwercken und vortreflichen Nutzbarkeiten Des Rasp- oder Zucht-Hauses, Ubi Ex Professo Discussa Quaestio Utrum Imperio Romano-Germanico consultius sit atqve tutius, famosam pœnarum trigam. Merseburgi Forberger 1698.
- Immanuel Weber; Nicolaus von Gersdorf: Academiæ Ludovicianæ Rectoris Invitatio ad audiendam Orationem, Quam Incomparabilis In Toga Herois, Illustriss. & Excellentissimi Domini, Dn. Nicolai, S. Rom. Imperii Banderesii & L. Baronis à Gersdorf, Dynastæ in Baruth, Bretting, Hennersdorf Potentissimi Poloniarum Regis & Electoris Saxoniæ Sanctioris Senatus Directoris Dn. Immanuel Weberus. Gießen Müllerus 1700.
- Conradus Samuel Schurzfleisch; Nicolaus von Gersdorf; Otto Henricus a Friesen; Johann Wilhelm Meyer; Gottfried Zimmermann: Conradi Samuelis Schurzfleischi Epistolae. Vitembergae Saxonum Meyerus 1700.